# Fed Cup 2009 Zona Americana Group I - Pool A
Il Gruppo A della zona Americana Group I nella Fed Cup 2009 è uno dei 2 gruppi in cui è suddiviso il Group I della zona Americana. Tre squadre si sono scontrate in un girone all'italiana.
|   | Pool A     | Canada | Porto Rico | Bahamas |
| 1 | Canada     |        | 3-0        | 3-0     |
| 2 | Porto Rico | 0-3    |            | 2-1     |
| 3 | Bahamas    | 0-3    | 1-2        |         |

## Porto Rico vs. Bahamas
| Porto Rico 2 | Uniprix Stadium, Montréal, Canada 4 febbraio 2009 cemento indoor | Uniprix Stadium, Montréal, Canada 4 febbraio 2009 cemento indoor        | Bahamas 1 |     |     |  |
| \| \| \| \| 1 \| 2 \| 3 \| \| \| - \| \| ----------------------------------------------------------------------- \| --- \| --- \| --- \| \| \| 1 \| \| Mónica Puig Larikah Russell \| 3 6 \| 6 4 \| 7 5 \| \| \| 2 \| \| Jessica Roland-Rosario Nikkita Fountain \| 6 2 \| 6 2 \| \| \| \| 3 \| \| Mónica Puig / Jessica Roland-Rosario Nikkita Fountain / Larikah Russell \| 2 6 \| 3 6 \| \| \| |                                                                  |                                                                         |           |     |     |  |
| |                                                                  |                                                                         | 1         | 2   | 3   |  |
| 1 | Porto Rico (bandiera) · Bahamas (bandiera)                       | Mónica Puig Larikah Russell                                             | 3 6       | 6 4 | 7 5 |  |
| 2 | Porto Rico (bandiera) · Bahamas (bandiera)                       | Jessica Roland-Rosario Nikkita Fountain                                 | 6 2       | 6 2 |     |  |
| 3 | Porto Rico (bandiera) · Bahamas (bandiera)                       | Mónica Puig / Jessica Roland-Rosario Nikkita Fountain / Larikah Russell | 2 6       | 3 6 |     |  |

## Canada vs. Bahamas
| Canada 3 | Uniprix Stadium, Montréal, Canada 5 febbraio 2009 cemento indoor | Uniprix Stadium, Montréal, Canada 5 febbraio 2009 cemento indoor       | Bahamas 0 |     |   |  |
| \| \| \| \| 1 \| 2 \| 3 \| \| \| - \| \| ---------------------------------------------------------------------- \| --- \| --- \| - \| \| \| 1 \| \| Stéphanie Dubois Kerrie Cartwright \| 6 0 \| 6 0 \| \| \| \| 2 \| \| Aleksandra Wozniak Nikkita Fountain \| 6 0 \| 6 2 \| \| \| \| 3 \| \| Stéphanie Dubois / Sharon Fichman Kerrie Cartwright / Nikkita Fountain \| 6 0 \| 6 0 \| \| \| |                                                                  |                                                                        |           |     |   |  |
| |                                                                  |                                                                        | 1         | 2   | 3 |  |
| 1 | Canada (bandiera) · Bahamas (bandiera)                           | Stéphanie Dubois Kerrie Cartwright                                     | 6 0       | 6 0 |   |  |
| 2 | Canada (bandiera) · Bahamas (bandiera)                           | Aleksandra Wozniak Nikkita Fountain                                    | 6 0       | 6 2 |   |  |
| 3 | Canada (bandiera) · Bahamas (bandiera)                           | Stéphanie Dubois / Sharon Fichman Kerrie Cartwright / Nikkita Fountain | 6 0       | 6 0 |   |  |

## Canada vs. Porto Rico
| Canada 3 | Uniprix Stadium, Montréal, Canada 6 febbraio 2009 cemento indoor | Uniprix Stadium, Montréal, Canada 6 febbraio 2009 cemento indoor   | Porto Rico 0 |     |   |  |
| \| \| \| \| 1 \| 2 \| 3 \| \| \| - \| \| ------------------------------------------------------------------ \| --- \| --- \| - \| \| \| 1 \| \| Stéphanie Dubois Mónica Puig \| 6 2 \| 6 1 \| \| \| \| 2 \| \| Aleksandra Wozniak Jessica Roland-Rosario \| 6 3 \| 6 1 \| \| \| \| 3 \| \| Stéphanie Dubois / Sharon Fichman Rocío Portela / Gabriela Vázquez \| 6 0 \| 6 0 \| \| \| |                                                                  |                                                                    |              |     |   |  |
| |                                                                  |                                                                    | 1            | 2   | 3 |  |
| 1 | Canada (bandiera) · Porto Rico (bandiera)                        | Stéphanie Dubois Mónica Puig                                       | 6 2          | 6 1 |   |  |
| 2 | Canada (bandiera) · Porto Rico (bandiera)                        | Aleksandra Wozniak Jessica Roland-Rosario                          | 6 3          | 6 1 |   |  |
| 3 | Canada (bandiera) · Porto Rico (bandiera)                        | Stéphanie Dubois / Sharon Fichman Rocío Portela / Gabriela Vázquez | 6 0          | 6 0 |   |  |